# Elecciones municipales de Chile de 1915
Las elecciones municipales de 1915 fueron efectuadas el 11 de mayo. Estos comicios estuvieron marcados por las duras críticas de los movimientos sociales a los partidos políticos oligárquicos que dominan el accionar político desde los albores de la República. Ciertos hechos ocurrido sobre todo en el norte del país, con enfrentamientos entre obreros y organismos de seguridad generaron cierta abstención electoral en estas elecciones y en las sucesivas.
En estas elecciones, el Partido Nacional, el Radical y el Liberal fueron quienes lograron mejores resultados electorales, con 40 % de los regidores del país.

## Alcaldías 1915-1918

### Listado de alcaldes electos
Listado de alcaldes elegidos en las principales ciudades del país.
| Municipio | Municipio    | Alcalde electo                                       |
| --------- | ------------ | ---------------------------------------------------- |
|           | Iquique      | Carlos Monardes Ossandón Partido Radical             |
|           | Antofagasta  | Maximiliano Poblete Cortés Partido Radical           |
|           | Calama       | Germán Mieres Partido Liberal Democrático            |
|           | Coquimbo     | Héctor Virgilio Partido Conservador                  |
|           | Viña del Mar | Rafael Ariztía Lyon Partido Conservador              |
|           | Valparaíso   | Jorge Montt Álvarez Partido Nacional                 |
|           | Santiago     | Ismael Valdés Vergara Partido Liberal                |
|           | Rancagua     | Gaston Cerda Baeza Partido Radical                   |
|           | Talca        | Rafael Rivera Lantaño Partido Liberal                |
|           | Concepción   | Octavio Bravo Partido Radical                        |
|           | Temuco       | Pedro Aracena Partido Radical                        |
|           | Valdivia     | Adolfo Oettinger Stegmaier Partido Radical           |
|           | Puerto Montt | Christian Brahm Sprenger Partido Liberal Democrático |